# Джон К'юсак
Джон К'ю́сак (англ. John Paul Cusack, 28 червня 1966, Еванстон, Іллінойс, США) — американський актор.

## Біографія

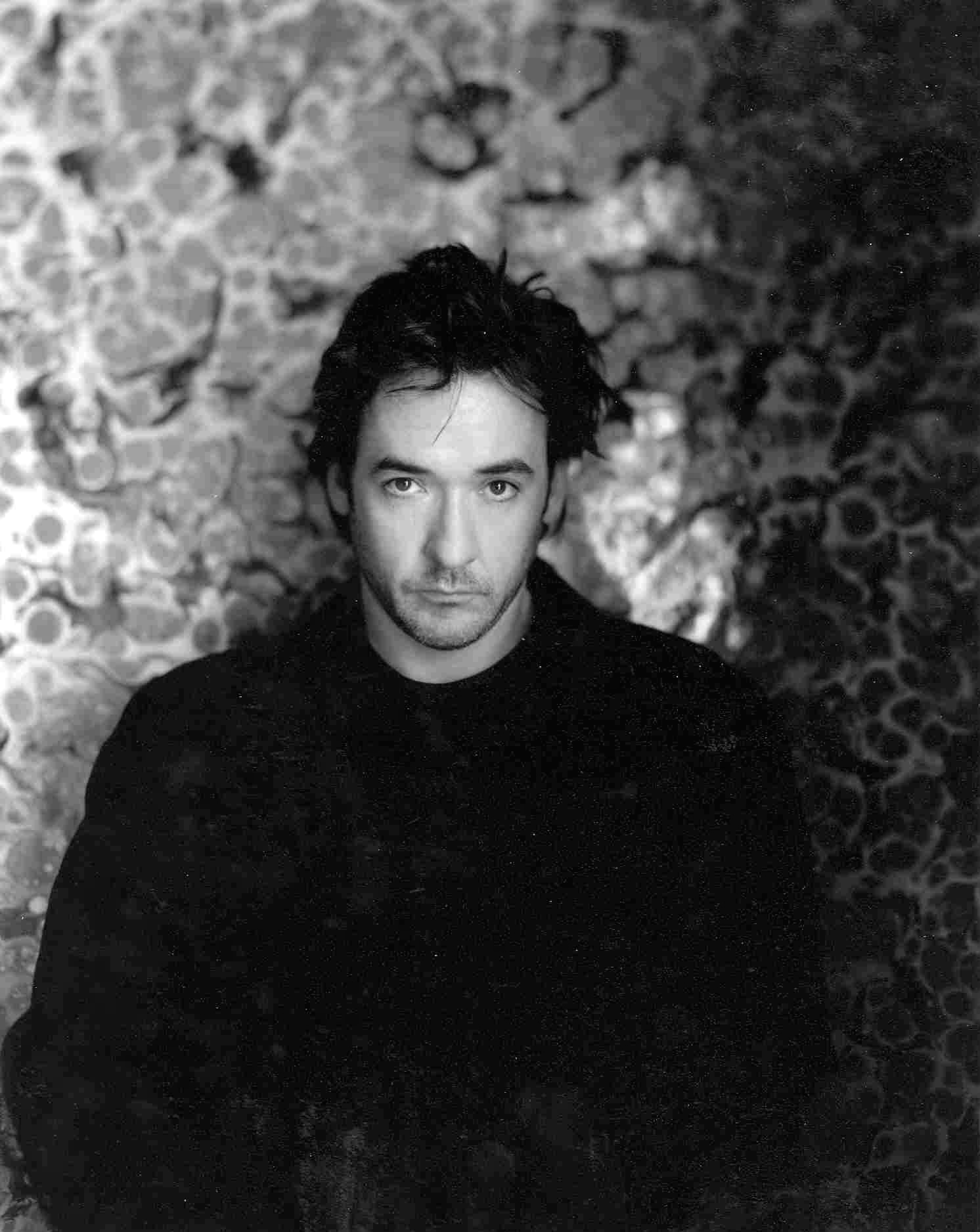

Джон К'юсак народився 28 червня 1966 року у містечку Еванстон, штат Іллінойс у родині ірландського походження. Його мати була вчителькою, яка часто цитувала і діяла за кредом — «йди за своїм блаженством». Тато був відомим режисером-кінодокументалістом. Навіть отримав найвищу теленагороду «Еммі».
Джон був молодшою дитиною у сім'ї. У нього дві старші сестри — Енн та Джоан. 1968 року родина перебралася жити до найбільшого міста штату Іллінойс — Чикаго. Це трапилося напередодні великих заворушень та демонстрацій у цьому місті. Батько хлопця брав активну участь в антивоєнному русі, і йшов у шеренгах багатотисячних демонстрацій за мир. Вдома за обіднім столом розмовляли про політику та мистецтво. Тож і не дивно, що це й досі улюблені теми Джона.
Близькі друзі родини К'юсаків мали акторську майстерню при чиказькому театрі «Пайвен», яку почала відвідувати старша сестра Джона Енні та середня — Джоан. Їхній приклад наслідував і десятирічний Джонні. Він вбирав у себе акторські навички і прийоми не так розумом, як інстинктивно. У 12 років хлопчик починає з'являтися у комерційній рекламі для радіо й телебачення. Негативним боком цього процесу було те, що згодом він занедбав навчання. Його поведінка ставала анархістською. Після закінчення школи він і чути не хотів про здобуття вищої освіти. Втім, на той час у цьому не було потреби.
Енн, Джоан та Джон К'юсаки ще змалку влаштовували вдома маленькі вистави. Найчастіше сестри довіряли братові роль собаки. Енн менше поталанило з акторською кар'єрою, а середня сестра Джоан першою досягла успіху. 1980 року вона дебютувала у фільмі «Мій приватний охоронець». Відтоді їй діставалися щораз помітніші ролі. Протягом 1985—1986 років вона стала відомою всій країні завдяки участі у дуже популярному шоу Суботнього вечора наживо. Нині вона популярна акторка і не поступається славою своєму братові Джону.
Джон дебютував у кіно 1983 року у стрічці «Клас» разом із своєю сестрою Джоан. Надалі брат і сестра знялися ще в кількох фільмах, зокрема у картинах «Шістнадцять свічок» та «Скажи хоч щось». Свою першу головну роль підлітка, що здійснює відчайдушні спроби затримати дівчину, в яку закоханий, Джон виконав у стрічці «Певна справа» (1985 рік). Фільм «Скажи хоч щось» характерний тим, що це найкраща роль у його серії молодіжних кінокартин. І остання. Потім актор виконував «дорослі» ролі, починаючи із безсоромного шахрая у досконалій кримінальній стрічці Стівена Фрірза «Кидали».
Слід зазначити, що актор дуже ретельно добирає ролі. Щороку він одержує на ознайомлення до сотні сценаріїв, але приймає лише два-три для подальшої праці. Він старанно витримує баланс між виступами у комерційних фільмах та стрічках справжньої артистичної вартості. Він виконав ролі у двох фільмах Вуді Аллена («Тіні і туман» та «Кулі над Бродвеєм») і вважає працю з цим визнаним майстром світового кіно своїм найбільшим творчим задоволенням. Актор не лише старанно добирає ролі, але й готується до них.
Відповідно до своєї зацікавленості питаннями політики, погодився на роль у політичному трилері «Мерія». Але щоб ближче ознайомитися з важелями та підводними течіями політичної влади, він домігся дозволу протягом певного часу супроводжувати скрізь і бути присутнім на всіх засіданнях тогочасного мера Нью-Йорка Рудольфа Джуліані.
Джон К'юсак каже, що праця в кіно забирає дуже багато часу і стає на заваді в пізнанні інших барв цього світу. Тому починаючи з 1994 року на два наступні роки він залишає кіно, подорожує, пізнає життя в його різноманітних аспектах. Водночас здійснює постановку на театральній сцені вистави ексцентричного автора Хантера С. Томпсона «Страх і огида в Лас-Вегасі».
Після дворічної «відпустки» від кіно Джон став прискіпливіше добирати ролі і посилив контроль над власною долею в ньому. Він виступив співсценаристом та співпродюсером стрічки «Вбивство у Гросс-Пойнті», в якій також виконав головну роль найманого вбивці, що на ювілейній зустрічі випускників школи переоцінює своє попереднє життя і вирішує залишити безчесне ремесло. Ідею цієї стрічки Джон виношував давно. Оскільки він був великим фаном гурту Nirvana та приятелював з Кортні Лав від часу їхніх спільних зйомок у стрічці «Виробники фільмів», то навіть попросив її лідера Курта Кобейна створити музику до неї, але цим планам не судилося здійснитися, бо Курт наклав на себе руки. Втім, Джона і нині можна бачити на рок-концертах.
Потім він озвучував мультфільм «Анастасія», знімався у воєнній драмі режисера Теренса Маліка (видатний митець, що повернувся в кіно після 20-річної перерви) «Тонка червона лінія».
1990 року Джона засудили до трьох років умовно за водіння авто у нетверезому стані. А в той час він іще мав проблеми з алкоголем. Проте його розкута поведінка пояснюється дещо анархістськими переконаннями. Він часто говорить про революційне ставлення до життя, революційну теорію та свої соціалістичні переконання. Добре боротися з капіталізмом у США в рамках демократичної системи цієї країни. Та ще й заробляючи при цьому мільйони доларів за чергові ролі. Хоча саме завдяки своїм переконанням він відмовився від ролей у кількох світових кінохітах, наприклад, «Аполлон 13» про героїчних американських астронавтів, стрічках «У ліжку з ворогом» та «Непристойна пропозиція». Причини відмови знятися разом з Демі Мур в останній з них Джон пояснює таким чином: «Чого я маю дивитися, як якийсь мільйонер трахає Демі Мур, і робити при цьому дурний вираз обличчя? Це пустий фільм. Я намагаюся триматися осторонь від фільмів, що прославляють жорстокість, брутальне ставлення до жінок і всіх інших нісенітниць у стилі Джона Вейна, за котрі мені потім буде соромно. Врешті-решт, саме фільми, яких ти не зробив, гроші, від яких відмовився, окреслюють твій смак.»
Якось Джон К'юсак на запитання американського часопису «Premiere» стосовно його порад молодим акторам відповів: «Ви хочете почути про мою чудову стратегію? Я не маю жодної. Бачу лише безліч талановитих молодих акторів, які згорають або здобувають таку погану репутацію з їхнім романтично-поетичним лайном, що ніхто не дає їм роботи. Вони гадають, що повинні пройти через нестерпні творчі муки, немов той Ван Гог. У цьому немає потреби. Я вже довго тягну своє ярмо, займався режисурою, продюсерською працею, чим завгодно. Тепер разом із колишнім футболістом розробляю проект фільму про те, як команда готує американців до бюрократичного стилю життя, і що наш капіталістичний спорт по суті соціалістичний».

## Політичні погляди
Відомий своїми антивійськовими поглядами. У 2005—2009 роках К'юсак писав блоги для американського інтернет-видання The Huffington Post, в яких містилося інтерв’ю з Наомі Кляйн. Він висловив свою опозицію до війни в Іраку та адміністрації Буша, назвавши світогляд уряду «депресивним, корумпованим, незаконним і трагічно абсурдним». Він також з’явився в рекламі MoveOn.org у червні 2008 року, де сказав, що Джордж Буш-молодший і Джон Маккейн мають однакові пріоритети правління.

## Особисте життя
Джон К'юсак і досі неодружений.

## Фільмографія
- 1983: «Клас» (Class)
- 1984: «Шістнадцять свічок» (Sixteen Candles)
- 1984: «Грендв'ю, США» (Grandview U.S.A.)
- 1985: «Певна справа» (The Sure Thing)
- 1985: «Вже краще померти» (Better Off Dead)
- 1985: «Подорож Натті Ганн» (The Journey of Natty Gann)
- 1986: «Залишся зі мною» (Stand by Me)
- 1986: «Одного божевільного літа» (One Crazy Summer)
- 1987: «Завзяте переслідування» (Hot Pursuit)
- 1987: «Історії Елвіса» (Elvis Stories) — короткометражка
- 1987: «Теленовини» (Broadcast News)
- 1988: «Вісімка вибуває з гри» (Eight Men Out)
- 1988: «Доморобники» (Tapeheads)
- 1989: «Скажи хоч щось» (Say Anything…)
- 1989: «Товстун і маленький хлопчик» (Fat Man and Little Boy)
- 1990: «Кидали» (The Grifters)
- 1991: «Справжнє обличчя» (True Colors)
- 1992: «Тіні і туман» (Shadow and Fog)
- 1991: «Пророки з мандрівного шоу» (Roadshow Prophets)
- 1992: «Гравець» (The Player)
- 1992: «Боб Робертс» (Bob Roberts)
- 1992: «Карта людського серця» (Map of the Human Heart)
- 1993: «Безкоштовні гроші» (Money for Nothing)
- 1994: «Дорога на Веллвіл» (Road to Wellville)
- 1994: «Кулі над Бродвеєм» (Bullets Over Broadway)
- 1994: «Плутанина» (Floundering)
- 1996: «Мерія» (City Hall)
- 1997: «Вбивство у Гросс-Пойнті» (Grosse Pointe Blank)
- 1997: «Повітряна тюрма» (Con Air)
- 1997: «Опівночі у саду добра і зла» (Midnight in the Garden of Good and Evil)
- 1997: «Пекельне таксі» (Chicago Cab)
- 1997: «Анастасія» (Anastasia) — лише озвучення повнометражного мультфільму
- 1998: «Тонка червона лінія» (The Thin Red Line)
- 1999: «Керуюючи польотами» (Pushing Tin)
- 1999: «Колиска буде колихатися» (Cradle Will Rock)
- 1999: «Бути Джоном Малковичем» (Being John Malkovich)
- 1999: (The Jack Bull)
- 2000: «Фанатик» (High Fidelity)
- 2001: «Улюбленці Америки» (America's Sweethearts)
- 2001: «Інтуїція» (Serendipity)
- 2001: «Макс» (Max)
- 2002: (Adaptation.) (Cameo)
- 2003: «Ідентифікація» (Identity)
- 2003: (Breakfast With Hunter) (документальний)
- 2003: «Вердикт за гроші» (Runaway Jury)
- 2005: «Любов до собак обов'язкова» (Must Love Dogs)
- 2005: «Крижаний врожай» (The Ice Harvest)
- 2006: (Buy the Ticket, Take the Ride: Hunter S. Thompson on Film) (документальний)
- 2006: (Summerhood) (документальний) (оповідач)
- 2006: «Контракт» (The Contract)
- 2007: «1408» (1408)
- 2007: (Grace is Gone)
- 2008: «Корпорація Війна» (War, Inc.)
- 2009: «2012» (2012)
- 2010: «Машина часу в джакузі» (Hot Tub Time Machine)
- 2012: «Ворон» (The Raven)
- 2012: «Газетяр» (The Paperboy)
- 2013: «Мерзла земля» (The Frozen Ground)
- 2013: «Дворецький» (The Butler)
- 2014: «Зоряна карта» (Maps to the Stars)
- 2015: «Меч Дракона» (Dragon Blade)
- 2015: «Чірак» (Chi-Raq)
- 2016: «Мобільник» (Cell)
- 2017: «Арсенал» (Arsenal)
- 2017: «Криваві гроші» (Blood Money)
- 2017: «Сингулярність» (The Singularity)
- 2018: (Distorted )
- 2018: (River Runs Red)
- 2019: (Never Grow Old )